# Gyptis plurisetis
Gyptis plurisetis är en ringmaskart som beskrevs av Hilbig 1992. Gyptis plurisetis ingår i släktet Gyptis, och familjen Hesionidae.
Artens utbredningsområde är Mexikanska golfen. Inga underarter finns listade i Catalogue of Life.